# Granblue Fantasy: Relink
Granblue Fantasy: Relink (グランブルーファンタジー リリンク?, Guranburū Fantajī Ririnku) è un videogioco di ruolo d'azione sviluppato e pubblicato nel 2024 da Cygames per PlayStation 4, PlayStation 5 e Windows. Fa parte del franchise di Granblue Fantasy e ha ricevuto recensioni positive dalla critica, superando il milione di copie distribuite nelle prime due settimane dal lancio.

## Trama
Durante il loro viaggio verso il mitico regno astrale di Estalucia, il Capitano e il suo equipaggio, composto da Lyria, Vyrn, Katalina, Io, Rackam, Eugen e Rosetta, giungono nel cielo di Zegagrande a bordo della loro aeronave, la Grandcypher. Appena arrivati, vengono attaccati da mostri e sono costretti a evocare il drago primordiale Bahamut per respingerli. Tuttavia, Lyria perde improvvisamente il controllo di Bahamut, che inizia ad attaccare la nave, costringendo l’equipaggio a neutralizzarlo a fatica. A causa dello sforzo, Lyria cade fuori bordo, seguita dal Capitano e da Vyrn nel tentativo di salvarla. I tre vengono poi salvati dal resto dell’equipaggio e portati nel vicino villaggio di Folca, dove iniziano le riparazioni della Grandcypher.
Nel frattempo, l’equipaggio fa la conoscenza di Rolan, un sacerdote locale e tuttofare autodichiarato. Il Capitano decide di aiutarlo nell’evacuazione dell’isola di Tempeal, minacciata dal primordiale Furycane, ormai fuori controllo. Dopo aver tratto in salvo gli abitanti, il gruppo si reca al santuario della creatura per sedarla. Tuttavia, vengono attaccati dalla Chiesa di Avia, guidata da Lilith, che rapisce Lyria nel tentativo di raggiungere Estalucia. L’equipaggio tenta di fermarla, ma viene sconfitto dalla sua guardia del corpo, Id, ed è costretto a ritirarsi a Folca, dove Rolan decide di aiutarli.
Dopo aver riparato la Grandcypher, il gruppo insegue Lilith fino al santuario di Managarmr, dove scopre che Lyria è sotto il suo controllo grazie a un collare speciale. Sebbene riescano a raggiungerla, non riescono a impedire che assorba Managarmr e fugga di nuovo. Rolan conduce allora l’equipaggio nella capitale del cielo di Zegagrande, Seedhollow, per incontrare Zathba, un informatore dell’underground in grado di rimuovere il collare mentale. Seguendo le sue indicazioni, recuperano un dispositivo in alcune rovine e proseguono l’inseguimento fino al santuario del primordiale Vulkan Bolla, dove, con l’aiuto temporaneo di Id, riescono a liberare Lyria dal controllo di Lilith, che tuttavia fugge nuovamente con lei.
A questo punto, Rolan rivela la verità: sia lui che Lilith sono Astral lasciati indietro nel Sky Realm. Mentre Rolan ha scelto di vivere pacificamente tra gli umani, Lilith è ossessionata dal ritorno a Estalucia e ha fondato la Chiesa di Avia per compiere il suo piano. Intende infatti risvegliare il primordiale Angra Mainyu e sacrificare le creature assorbite da Lyria per aprire un portale verso Estalucia, un atto che causerebbe la distruzione del regno celeste. Il gruppo si dirige a Seedhollow, dove il santuario di Angra Mainyu è nascosto, ma trova la città già sotto attacco. Dopo aver sconfitto Id e salvato Lyria, Lilith rapisce Rolan per usarlo come sacrificio e si dirige al Pillar of Vayoi, un’enorme isola fluttuante.
Determinato a fermarla, l’equipaggio assalta il Pillar of Vayoi e si allea con Id, ormai pentito. Dopo aver salvato Rolan e impedito il completamento del rituale, riescono a distruggere Angra Mainyu grazie anche all’intervento degli ex luogotenenti di Lilith e della flotta aerea di Zathba. Furiosa per la sconfitta, Lilith risveglia Bahamut Versa, il drago primordiale nascosto nel corpo di Id, che impazzisce e la uccide prima di fuggire. Rolan avverte che Bahamut Versa è in grado di distruggere il cielo, quindi il gruppo lo insegue. Con l’aiuto di Rolan, riescono a separare Id dal drago e a bandirlo in una dimensione parallela. Tuttavia, il Capitano e Id rimangono intrappolati, e Rolan si sacrifica per salvarli, rimanendo lui stesso prigioniero.
Nel capitolo epilogo, l’equipaggio e Id aiutano la ricostruzione dello Zegagrande Skydom, mentre cercano un modo per salvare Rolan. Raccolgono frammenti del suo diario in tutto il cielo, e da questi Id deduce di poter usare il potere residuo di Bahamut Versa per aprire un portale. Con l’aiuto del gruppo, riesce ad accedere alla dimensione parallela, sconfiggere definitivamente Bahamut Versa e tornare a casa con Rolan. Quest’ultimo ringrazia il gruppo, e Id sceglie di restare nello Skydom per aiutare i suoi abitanti. Il Capitano, Lyria e il resto dell’equipaggio riprendono infine il loro viaggio verso Estalucia.

## Sviluppo e pubblicazione
Granblue Fantasy: Relink venne annunciato nell'agosto del 2016 come progetto congiunto tra Cygames e PlatinumGames. La colonna sonora fu curata da Tsutomu Narita, mentre il design artistico fu affidato a Hideo Minaba. Inizialmente, il gioco era previsto per il rilascio su PlayStation 4 nel 2018.
L'opera è ambientata nello stesso universo immaginario del titolo originale Granblue Fantasy, pur svolgendosi in una regione differente; alcuni personaggi del gioco originale compaiono anche in questo titolo. Il primo gameplay venne mostrato pubblicamente durante il GranBlue Fes del 2017. Il direttore della serie, Tetsuya Fukuhara, rivelò che il titolo avrebbe previsto modalità cooperativa a quattro giocatori, oppure in solitaria con l'assistenza di tre personaggi controllati dall'IA.
Nel dicembre del 2018 fu ufficializzato il titolo definitivo Granblue Fantasy: Relink. All'inizio del 2019, PlatinumGames uscì dal progetto, lasciando a Cygames la piena responsabilità dello sviluppo. Tuttavia, Yasuyuki Kaji, già direttore del progetto sin dagli esordi e dipendente di PlatinumGames, rimase coinvolto fino al completamento, ricoprendo il ruolo di direttore anche sotto Cygames.
Dopo il rinvio del lancio previsto inizialmente per il 2018, il gioco venne riprogrammato per il 2022, ma subì ulteriori posticipi fino al 1º febbraio 2024. Cygames pubblicò il gioco in formato fisico in Giappone e in formato digitale a livello globale, mentre Xseed Games e Plaion si occuparono della distribuzione fisica rispettivamente in Nord America e Europa. Come già avvenuto per Granblue Fantasy Versus, Sega curò la pubblicazione delle versioni console in Asia. Una versione dimostrativa fu resa disponibile l'11 gennaio 2024.

## Accoglienza
| Testata                         | Versione | Giudizio     |
| ------------------------------- | -------- | ------------ |
| Metacritic (media al 2-02-2024) | PC       | (PC) 81/100  |
| Metacritic (media al 2-02-2024) | PS5      | (PS5) 80/100 |
| Game Informer                   | PC       | 7/10         |
| IGN                             | PS5, PC  | 8/10         |
| GameSpot                        | PS5      | 7/10         |
| PC Gamer                        | PC       | 90/100       |
| Push Square (ENG)               | PS5      | 8/10         |

Granblue Fantasy: Relink ha ricevuto giudizi generalmente positivi da parte della critica specializzata, secondo l'aggregatore di recensioni Metacritic.
Il titolo ha distribuito oltre un milione di copie a livello globale nelle prime due settimane successive al lancio.